# Arjeplog
Arjeplog es un municipio ubicado en la Provincia de Norrbotten al norte de Suecia. El área que ahora es Arjeplog Municipio era una sola parroquia, que se convirtió en un municipio, cuando los primeros actos del gobierno local sueco se llevaron a cabo en 1863. No se ha fusionado con ninguna otra entidad.

## Localidades
Sólo hay una localidad en el municipio de Arjeplog:
| # | Localidad | Población |
| - | --------- | --------- |
| 1 | Arjeplog  | 1,947     |